# اینترنشنال نیویورک تایمز

Logo 2013

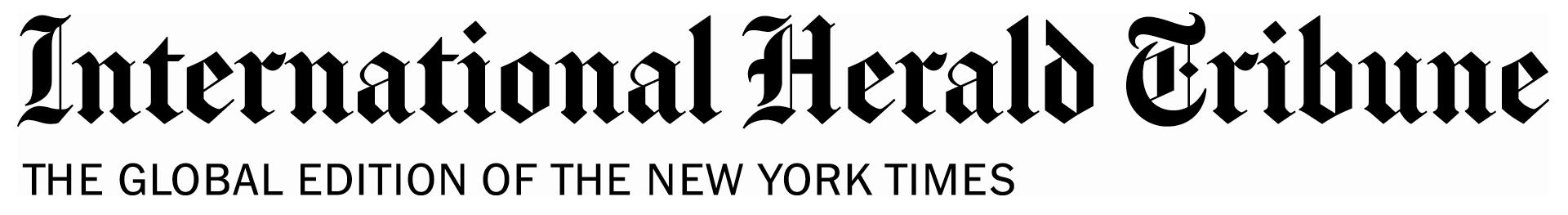
نامواره روزنامه

اینترنشنال نیویورک تایمز (به انگلیسی: The New York Times International Edition) یک روزنامه انگلیسی‌زبان بین‌المللی است. این روزنامه به‌همراه روزنامه نیویورک تایمز از امکانات و روزنامه‌نگارانی مشترک برخوردار هستند، آنچنان که اینترنشنال هرالد تریبیون به‌نوعی نسخه بین‌المللی روزنامه نیویورک تایمز شناخته می‌شود. این روزنامه در ۳۵ منطقه در سراسر جهان چاپ و در بیش از ۱۸۰ کشور فروخته می‌شود. اینترنشنال نیویورک تایمز متعلق به نیویورک تایمز کمپانی است.

## تاریخچه
این روزنامه در سال ۱۸۸۷ با نام «پاریس هرالد» به‌عنوان نسخه اروپایی نیویورک هرالد توسط جیمز گوردون بنت پسر بنیان گذاشته شد. در سال ۱۹۱۸ پس از مرگ بنت، فرانک اندرو مونسی نیویورک هرالد و پاریس هرالد را خرید. مونسی در سال ۱۹۲۴ این دو روزنامه را به نیویورک تریبیون فروخت و پاریس هرالد به پاریس هرالد تریبیون و نیویورک هرالد به نیویورک هرالد تریبیون تغییر نام دادند. در سال ۱۹۵۹ جان ویتنی بازرگان و سفیر ایالات متحده در بریتانیا، نیویورک هرالد تریبیون و نسخه اروپایی آن را خرید. در سال ۱۹۶۶ نیویورک هرالد تریبیون بسته شد ولی خانواده ویتنی نسخه اروپایی و فرانسوی روزنامه را حفظ کردند. در دسامبر ۱۹۶۶ روزنامه واشینگتن پست یکی از مالکان این روزنامه شد. در مه ۱۹۶۷ روزنامه نیویورک تایمز نیز به دیگر مالکان پاریس هرالد تریبون پیوست که در نتیجه این روزنامه به اینترنشنال هرالد تریبیون تغییر نام داد.

## ویژگی‌ها
این روزنامه تیتر یک ندارد و صفحه نخست آن کاملاً بین‌المللی و شامل موضوعاتی مختلف است. اینترنشنال هرالد تریبیون با ده روزنامه بین‌المللی دیگر روابط حرفه‌ای دارد.